# Oscar Martínez
Oscar Martínez (ur. 23 października 1949 w Buenos Aires) – argentyński aktor filmowy, teatralny i telewizyjny, również dramaturg i reżyser teatralny.

## Życiorys
W 1991 uhonorowano go nagrodą Premio Konex za pracę na rzecz argentyńskiej komedii filmowej i teatralnej w minionej dekadzie. Po dziesięciu latach, w 2001, Martínez otrzymał to wyróżnienie ponownie za swoją twórczość teatralną. Jest autorem trzech sztuk teatralnych, chociaż największą popularność zawdzięcza aktorstwu – należy do elitarnego grona kilku najwybitniejszych aktorów w swoim kraju ojczystym.
Zdobywca Srebrnej Muszli dla najlepszego aktora na MFF w San Sebastián za rolę w filmie Puste gniazdo (2008) Daniela Burmana. Zabłysnął drugoplanową rolą w jednej z nowel Dzikich historii (2014) Damiána Szifrona. Międzynarodowe uznanie oraz Puchar Volpiego dla najlepszego aktora na 73. MFF w Wenecji zyskał kreacją w komedii Honorowy obywatel (2016) Mariano Cohna i Gastóna Duprata. Wcielił się tam w postać pisarza-noblisty, odwiedzającego po latach emigracji swoje rodzinne miasteczko.
W 2017 został członkiem Argentyńskiej Akademii Literatury.